# کارتن تخم مرغ

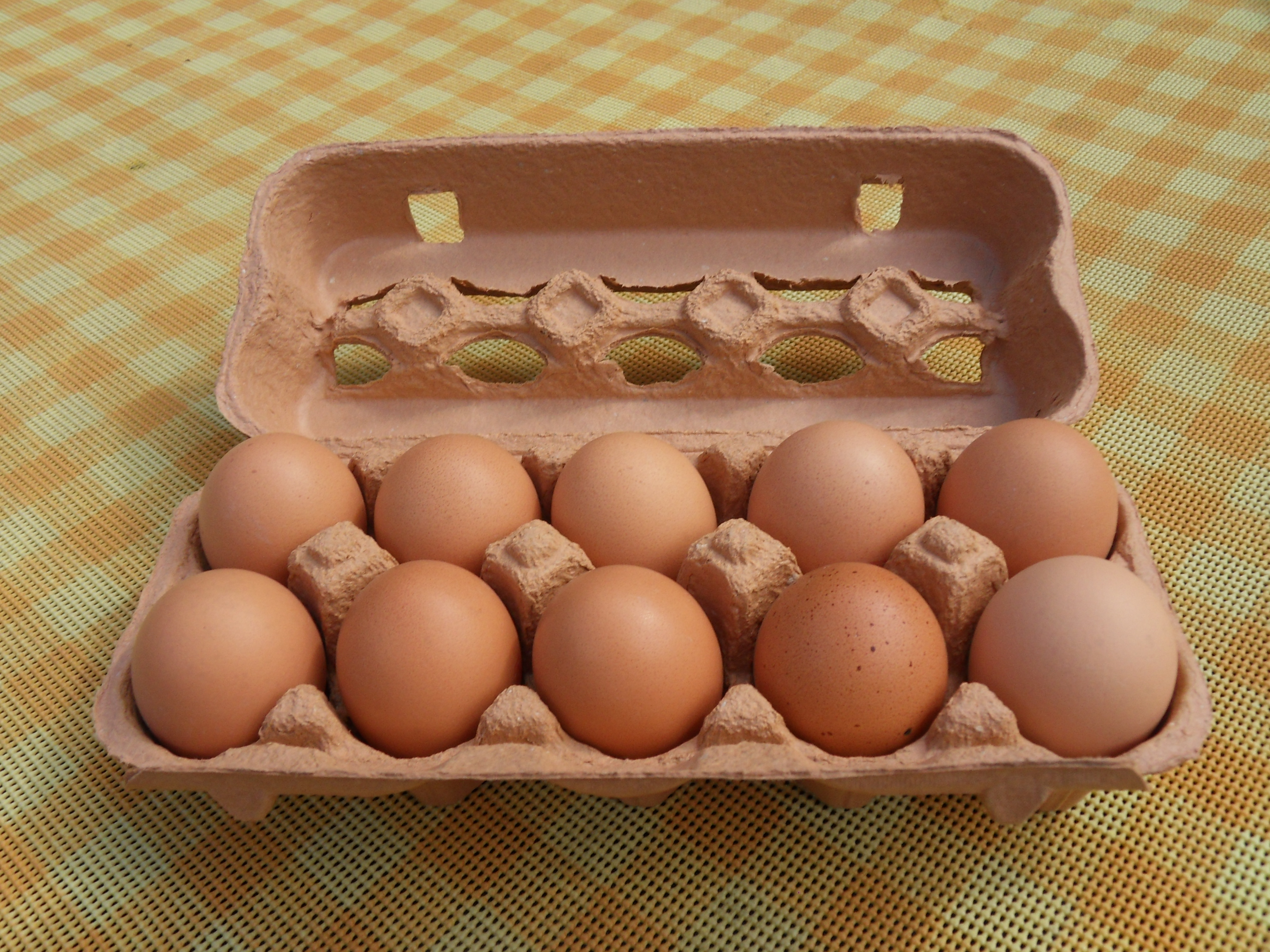
یک کارتن تخم مرغ خمیری قالب‌گیری شده با ده عدد تخم مرغ.

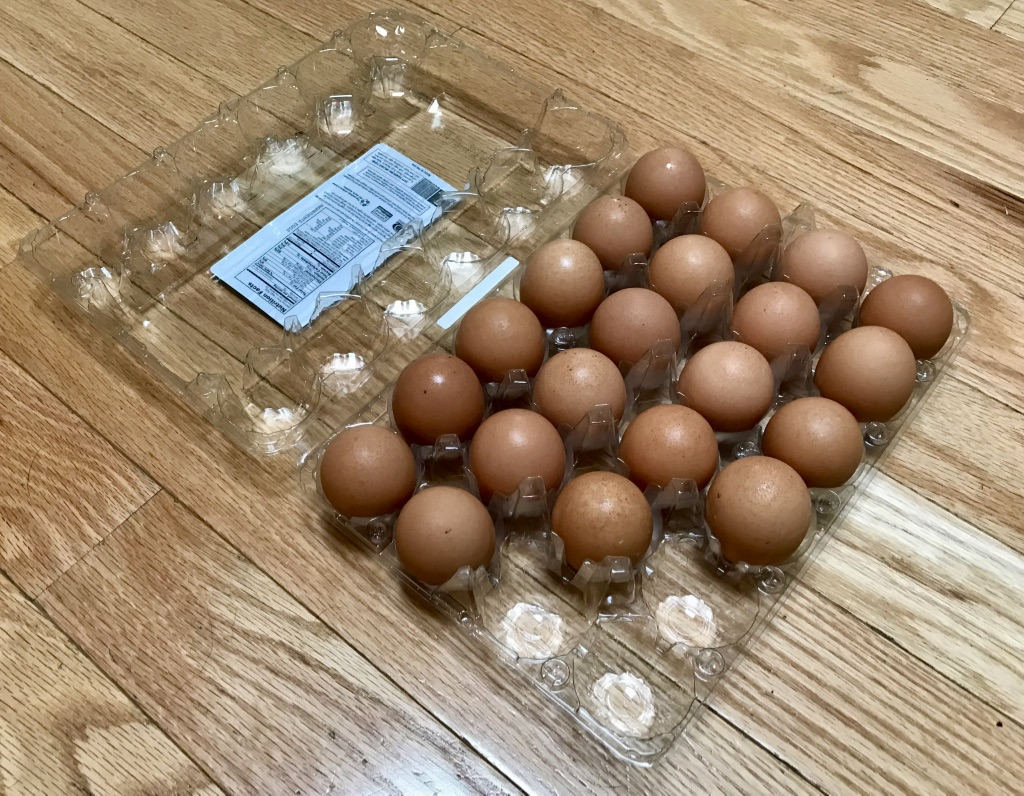
کارتن تخم مرغ پلاستیکی PETE برای ۲۴ عدد تخم مرغ

کارتن تخم مرغ (که در انگلیسی بریتانیایی به آن جعبه تخم مرغ نیز گفته می‌شود) کارتنی است که برای حمل و نقل تخم مرغ کامل طراحی شده است.

## توضیحات
این کارتن‌ها دارای ساختاری فرورفته هستند که در آن، هر فرورفتگی یک تخم‌مرغ را در خود جای داده و آن را از تخم‌مرغ‌های مجاور جدا می‌کند. این طراحی به محافظت از تخم‌مرغ‌ها در برابر فشارهای واردشده در حین حمل‌ونقل و نگهداری کمک می‌کند، زیرا بخش زیادی از ضربه را جذب کرده و احتمال شکستگی پوسته‌های شکننده تخم‌مرغ را کاهش می‌دهد یک کارتن تخم‌مرغ می‌تواند از مواد مختلفی از جمله پلاستیک‌های فومی مانند فوم پلی استایرن، پلاستیک شفاف ساخته شود یا ممکن است از کاغذ بازیافتی و خمیر قالب‌گیری شده با استفاده از فرایند مکانیزه پاپیه ماشه ساخته شود.

## ریشه‌ها
پیش از اختراع آن، تخم‌مرغ‌ها در سبدهای مخصوص حمل می‌شدند. در سال ۱۹۰۶، «توماس پیتر بتل» از لیورپول نمونه‌ای اولیه از جعبه تخم‌مرغ مدرن را اختراع کرد و آن را با نام جعبه تخم‌مرغ ری‌لایت به بازار عرضه نمود. او چارچوب‌هایی از نوارهای مقواییِ درهم‌قفل‌شونده طراحی کرد و این چارچوب‌ها را برای حمل‌ونقل جاده‌ای یا ریلی، درون جعبه‌های مقوایی یا چوبی بسته‌بندی می‌کرد.
در سال ۱۹۱۱، جوزف کویل، سردبیر روزنامه اهل اسمیترز، بریتیش کلمبیا، کارتن تخم مرغ را اختراع کرد تا اختلاف بین یک کشاورز محلی، گابریل لاکروا، و صاحب هتل در آلدرمیر، نزدیک تلکوا امروزی، در بریتیش کلمبیا، بر سر تخم مرغ‌های کشاورز که اغلب شکسته تحویل داده می‌شدند، را حل کند.
در سال ۱۹۲۱، موریس کوپلمن نسخه بهبود یافته‌ای از کارتن تخم مرغ را که از مقوای برش خورده، تا شده و چسب خورده ساخته شده بود و عملکردی مشابه کارتن‌های تخم مرغ امروزی داشت، به ثبت رساند. این پتنت بر قابلیت تا شدن آن پس از استفاده تأکید داشت، که این ویژگی دیگر مهم تلقی نمی‌شود.